# Bacillus (bacteriën)

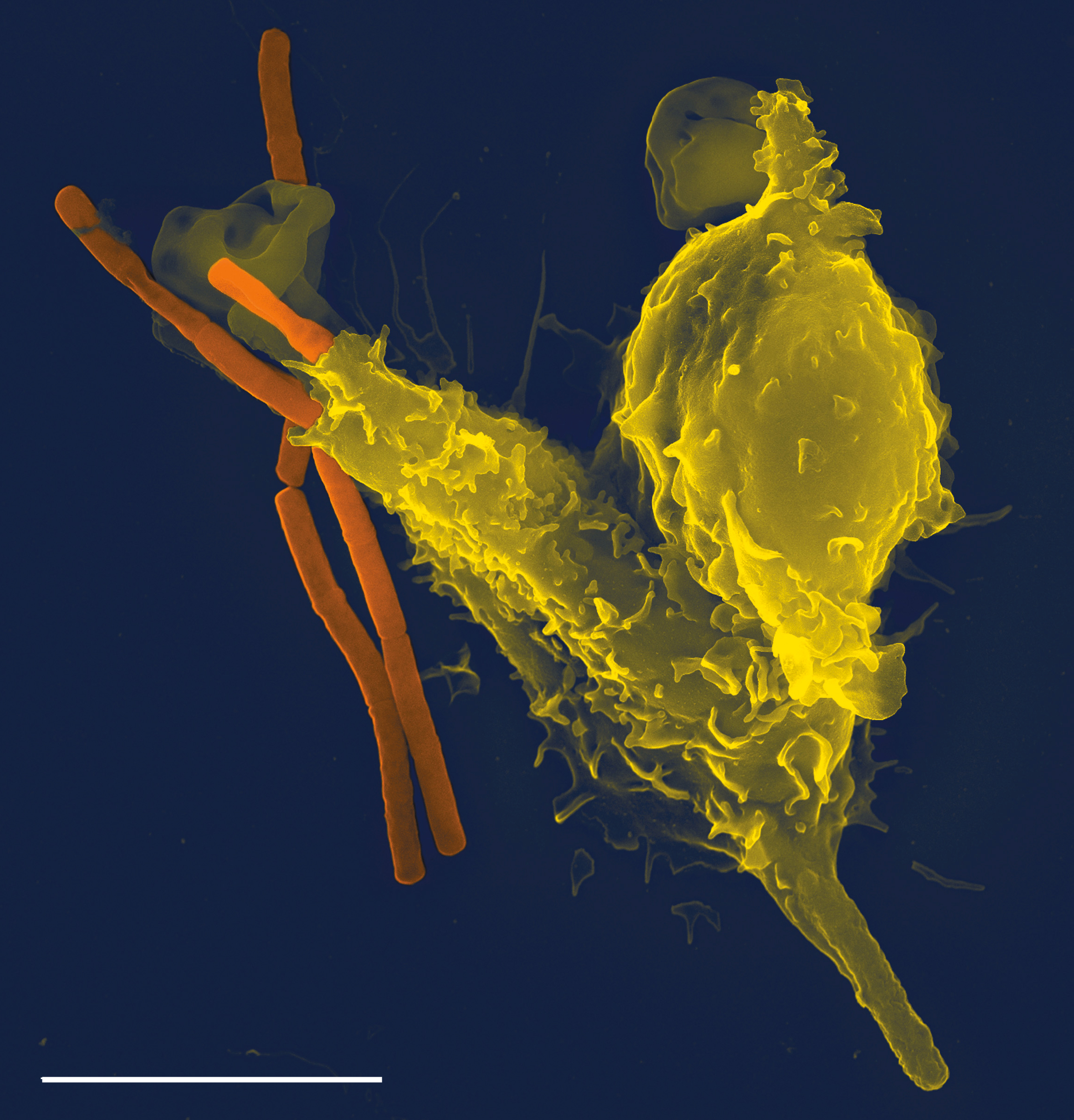
Microscopische opname van een neutrofiele granulocyt (geel) die een Bacillus anthracis (miltvuurbacterie, oranje) opslokt

Bacillus is een geslacht van gram-positieve, obligaat aerobe, staafvormige bacteriën.

## Soorten
- Bacillus anthracis Cohn 1872
- Bacillus cereus
- Bacillus subtilis Ehrenberg 1872
- Bacillus thuringiensis Berliner 1915